# Фигурное катание в США

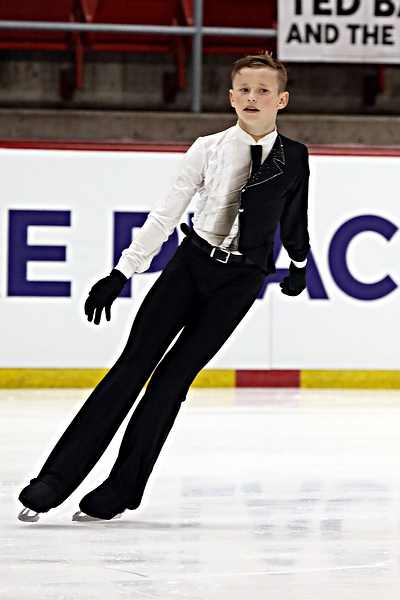
Американский фигурист Илья Малинин стал первым в истории кто чисто исполнил четверной аксель

Фигурное катание — вид спорта, в котором на коньках на льду выступают отдельные спортсмены, пары или группы. Хотя катание на коньках началось в 3000 г. до н.э. в Скандинавии, изобретение стальных лезвий американцем Эдвардом Бушнеллом в 1855 году и Джексон Хейнс, привнесший элементы балета в фигурное катание, сыграли решающую роль в развитии современного фигурного катания. С тех пор фигурное катание в Соединённых Штатах выросло до 186 038 человек по состоянию на сезон 2020–2021 годов.

## Обзор
Руководящим органом фигурного катания в Соединённых Штатах является Ассоциация фигурного катания США, которая является членом Международного союза фигурного катания (ISU), международной федерации фигурного катания, а также Олимпийского и Паралимпийского комитета США (USOPC). Эта ассоциация,наряду с USA Hockey, поддерживает программу Learn to Skate USA, которая предоставляет уроки по основам катания на коньках, в том числе по хоккею с шайбой, конькобежному спорту, нескольким дисциплинам фигурного катания, а также адаптивному катанию для фигуристов с ограниченными возможностями. Ассоциация также разработала серию уровней и тестов для фигуристов, выходящих за рамки Learn to Skate USA. Кроме того, ассоциация регулирует студенческое катание, включая межвузовские соревнования, студенческие чемпионаты и студенческое синхронное катание. Демография членства в ассоциации: 69% женщин и 27% мужчин. Кроме того, Ice Sports Industry, «международная отраслевая торговая ассоциация», проводит соревнования, предлагает программы обучения катанию на коньках и альтернативный набор уровней для Ассоциации фигурного катания в США.
Раньше катание на коньках было популярным телевизионным видом спорта в Соединённых Штатах, но с 1970-х годов оно потеряло популярность, и количество медалей, завоеванных спортсменами США на зимних Олимпийских играх, сократилось. Это может быть частично ответом на финансовый кризис, поскольку фигурное катание всегда было дорогим видом спорта, а также в ответ на уход Мишель Кван на пенсию и снижение международного успеха Соединённых Штатов с растущим успехом русских программ.

## История
В 1860-х годах Джексон Хейнс создал и популяризировал фигурное катание в Соединённых Штатах.
В 1914 году был проведен первый чемпионат США по фигурному катанию.
В 1928 году Марибель Винсон установила рекорд по количеству титулов в национальных чемпионатах США — 9. С тех пор Мишель Кван повторила этот рекорд.
На Олимпийских играх 1948 года американец Дик Баттон стал первым, кто выполнил двойной аксель на соревнованиях, сделав это впервые несколькими днями ранее. Затем он стал первым, кто совершил тройной прыжок на Олимпийских зимних играх 1952 года в Осло.
В 1953 году Тенли Олбрайт стала первой американкой, завоевавшей титул чемпионки мира. В 1956 году она стала первой американкой, выигравшей олимпийскую золотую медаль.
В 1956 году доктор Ричард Дж. Портер основал синхронное катание в Анн-Арборе, штат Мичиган. Его команда Hockettes начала кататься в перерывах между хоккейными матчами Мичиганского университета.
В 1961 году сборная США направлялась на чемпионат мира, когда их рейс Sabena Flight 548 разбился, в результате чего вся команда мира погибла.
В 1976 году Дороти Хэмилл стала последней фигуристкой, выигравшей олимпийское золото без тройного прыжка.
В 1984 году был проведен первый чемпионат США по синхронному катанию на коньках.
В июле 1990 года ISU перестал включать обязательные фигуры в соревнования, что повлияло на американские и международные соревнования.
В 1992 году Кристи Ямагучи стала первой американкой азиатского происхождения, выигравшей олимпийскую золотую медаль по фигурному катанию, а в 1998 году она стала первой американкой азиатского происхождения, занесенной в Зал славы мирового фигурного катания.
Нападение на Нэнси Керриган в Cobo Arena в 1994 году повысило интерес к фигурному катанию в стране. Сам конфликт вызвало общественный интерес, равно как и качество женского катания в то время, и фигурное катание стало очень популярным в 1990-е годы. Тоня Хардинг, чей бывший муж был обвинён в организации нападения на Керриган, стала первой американкой, исполнившей тройной аксель на соревнованиях. В конечном итоге олимпийское состязание между Керриган и Хардинг принесло рекорды рейтингов. Поскольку Хардинг была замешана в нападении, её заставили отказаться от членства в Ассоциации фигурного катанич США и исключили из организации.
В 1996 году Тара Липински стала самой молодой победительницей чемпионата мира, а в 1998 году она стала «самой молодой победительницей в личном зачете в истории Зимних Игр».
С 1996 по 2005 год Мишель Кван 9 раз выигрывала национальные чемпионаты США и 5 раз побеждала на чемпионатах мира. Хотя она так и не выиграла олимпийское золото, она выиграла серебро в 1998 году и бронзу в 2002 . Она самая титулованная американка в фигурном катании.
Начиная с 2004 года ISU внедряла систему судейства ISU, новый код баллов, заменяющий старую систему 6.0 и используемый как на американских, так и на международных соревнованиях. Процесс внедрения был полностью завершён к 2006 году,
В 2018 году Мирай Нагасу стала первой американкой, исполнившей тройной аксель на олимпийских соревнованиях.
В 2019 году 13-летняя Алиса Лю стала самой молодой чемпионкой США по фигурному катанию среди женщин.
На чемпионате США по синхронному катанию 2020 года команда по синхронному катанию Хайденетт выиграла в общей сложности 28 национальных титулов США и выиграла последние 11 чемпионатов США среди взрослых.
| Медаль  | Имя | Вид           | Год  |
| ------- | --- | ------------- | ---- |
| Бронза  | Уэлд, Тереза | Одиночное     | 1920 |
| Серебро | Логран, Беатрикс | Одиночное     | 1924 |
| Бронза  | Логран, Беатрикс | Одиночное     | 1928 |
| Серебро | Логран, Беатрикс и Sherwin Badger | Пары          | 1932 |
| Бронза  | Винсон, Мэрибел | Одиночное     | 1932 |
| Золото  | Баттон, Дик | Одиночное     | 1948 |
| Бронза  | Colleen O'Connor и James Millns | Танцы на льду | 1951 |
| Золото  | Баттон, Дик | Одиночное     | 1952 |
| Серебро | Олбрайт, Тенли | Одиночное     | 1952 |
| Серебро | Кеннеди, Кэрол и Кеннеди, Питер | Пары          | 1952 |
| Бронза  | Грогэн, Джеймс | Одиночное     | 1952 |
| Золото  | Олбрайт, Тенли | Одиночное     | 1956 |
| Серебро | Хейсс, Кэрол | Одиночное     | 1956 |
| Золото  | Дженкинс, Хейз Алан | Одиночное     | 1956 |
| Серебро | Робертсон, Рональд | Одиночное     | 1956 |
| Бронза  | Дженкинс, Дэвид (фигурист) | Одиночное     | 1956 |
| Золото  | Хейсс, Кэрол | Одиночное     | 1960 |
| Бронза  | Роулз, Барбара | Одиночное     | 1960 |
| Золото  | Дженкинс, Дэвид (фигурист) | Одиночное     | 1960 |
| Бронза  | Nancy Ludington и Ronald Ludington | Пары          | 1960 |
| Бронза  | Vivian Joseph и Ronald Joseph | Пары          | 1964 |
| Бронза  | Тикнер, Чарльз | Одиночное     | 1964 |
| Золото  | Флеминг, Пегги | Одиночное     | 1968 |
| Серебро | Timothy Wood | Одиночное     | 1968 |
| Бронза  | Линн, Джанет | Одиночное     | 1972 |
| Золото  | Хэмилл, Дороти | Одиночное     | 1976 |
| Серебро | Фратиани, Линда | Одиночное     | 1980 |
| Бронза  | Тикнер, Чарльз | Одиночное     | 1980 |
| Золото  | Хэмилтон, Скотт | Одиночное     | 1984 |
| Серебро | Самнерс, Розалинн | Одиночное     | 1984 |
| Серебро | Kitty Carruthers и Peter Carruthers | Пары          | 1984 |
| Бронза  | Томас, Деби | Одиночное     | 1988 |
| Золото  | Бойтано, Брайан | Одиночное     | 1998 |
| Бронза  | Jill Watson и Оппегард, Питер | Пары          | 1988 |
| Золото  | Ямагучи, Кристи | Одиночное     | 1992 |
| Бронза  | Керриган, Нэнси | Одиночное     | 1992 |
| Серебро | Керриган, Нэнси | Одиночное     | 1994 |
| Серебро | Уайли, Пол | Одиночное     | 1992 |
| Золото  | Липински, Тара | Одиночное     | 1998 |
| Серебро | Кван, Мишель | Одиночное     | 1998 |
| Золото  | Хьюз, Сара | Одиночное     | 2002 |
| Бронза  | Кван, Мишель | Одиночное     | 2002 |
| Бронза  | Гейбл, Тимоти | Одиночное     | 2002 |
| Серебро | Коэн, Саша | Одиночное     | 2006 |
| Серебро | Белбин, Танит и Ben Agosto | Танцы на льду | 2006 |
| Золото  | Лайсачек, Эван | Одиночное     | 2010 |
| Серебро | Дэвис, Мерил и Уайт, Чарли | Танцы на льду | 2010 |
| Золото  | Дэвис, Мерил и Уайт, Чарли | Танцы на льду | 2014 |
| Бронза  | Эбботт, Джереми, Браун, Джейсон (фигурист), Вагнер, Эшли, Голд, Грейси, Кастелли, Марисса и Шнапир, Саймон, Дэвис, Мерил и Уайт, Чарли | Команды       | 2014 |
| Бронза  | Шибутани, Майя и Шибутани, Алекс | Танцы на льду | 2018 |
| Бронза  | Шибутани, Майя и Шибутани, Алекс, Риппон, Адам, Книрим, Алекса и Книрим, Крис, Нагасу, Мирай, Теннелл, Брэди, Чен, Нэтан               | Команды       | 2018 |

## Текущая взрослая команда, представляющая США
В настоящее время в команду взрослых фигуристов, представляющих США, входят Старр Эндрюс, Максин Мари Батиста, Мэрайя Белл, Эмбер Гленн, Карен Чен, Габриэлла Иззо Алиса Лью, Сьерра
Венетта, Брэди Теннелл, Одри Шин и Пейдж Ридберг в женской категории, Джейсон Браун, Натан Чен, Томоки Хиваташи, Джимми Ма, Максим Наумов, Ярослав Паниот, Камден Пулкинен, Эндрю Торгашев, Динь Тран и Винсент Чжоу в мужской категории, Валентина Плазас и Максимилиано Фернандес, Кэти МакБит и Натан Бартоломей, Одри Лу и Миша Митрофанов, Челси Лью и Дэнни О'Ши, Алекса Книрим и Брэндон Фрейзер, Эмили Чан и Спенсер Хоу, Джессика Калаланг и Брайан Джонсон, а также Эшли Кейн-Гриббл и Тимоти Ле Дюк в парах, и Кэролайн Грин и Майкл Парсонс, Кейтлин Хавайек и Жан-Люк Бейкер, Мэдисон Хаббелл и Закари Донохью, Лоррейн Макнамара и Антон Спиридонов, а также Ева Пейт и Логан Бай в танцах на льду. Сюда входят фигуристы, «включая спортсменов из команд A, B и C, а также спортсменов с международными заданиями». Нынешние команды по синхронному катанию старшего уровня - The Haydenettes, The Skyliners, Университет Майами, Колледж Адриана и Crystallettes.